# محمد الحايطي
محمد أحمد الحايطي لاعب كرة قدم سعودي ، يلعب حارس مرمى.
لعب مع نادي الاتفاق ونادي الحزم.

## روابط خارجية
- محمد الحايطي على موقع Soccerway.com (الإنجليزية)